# Working on the Highway
"Working on the Highway" – piosenka Bruce’a Springsteena, pochodząca z jego wydanego w 1984 roku albumu Born in the U.S.A.
Podobnie jak m.in. "Darlington County", "Working on the Highway" w wersji akustycznej miała być oryginalnie wydana na wcześniejszej płycie Springsteena, Nebraska. Wersja ta posiadała roboczy tytuł "Child Bride" i nie zawierała obecnych w "Working on the Highway" rockowej melodii oraz chwytliwego refrenu. Albumowa wersja utworu została nagrana w 1982 roku w nowojorskim Avatar Studios w trakcie jednej z pierwszych sesji nagraniowych Born in the U.S.A.

## Wykonania koncertowe
"Working on the Highway" do 2008 roku została wykonana przez Bruce’a na żywo ponad 280 razy. Jej słynne wykonanie miało miejsce 26 lipca 1992 roku, kiedy pod koniec piosenki na scenę wyszła matka artysty i z nim zatańczyła, po czym Springsteen powiedział "A boy's best friend is his mother", cytując tekst z Psychozy, klasyka Alfreda Hitchcocka.